# چقازرد (ماهیدشت)
چقازرد یک روستا در ایران است که در بخش ماهیدشت شهرستان کرمانشاه واقع شده‌است. چقازرد ۲۹۶ نفر جمعیت دارد.

## جمعیت
این روستا در دهستان ماهیدشت قرار دارد و براساس سرشماری مرکز آمار ایران در سال ۱۳۸۵، جمعیت آن ۲۹۶ نفر (۶۸ خانوار) بوده‌است.

## جغرافیا
روستای چقازرد در ۲۴ کیلومتری کرمانشاه بر سر راه «اسلام‌آباد» و یک کیلومتر و نیمی آبادی «کلیائی»، در دشت فراخ «ماهیدشت» قرار دارد.